# 1909-es olasz labdarúgó-bajnokság (első osztály)
Az olasz labdarúgó-bajnokság 1909-es szezonja volt a 12. kiírás. A győztes a Pro Vercelli immár másodszor.

## Selejtezők

### Piemont

#### Első forduló
| 1. csapat | Eredmény | 2. csapat | 1. mérk. | 2. mérk. |
| --------- | -------- | --------- | -------- | -------- |
| Juventus  | 3–2      | Torino    | 0–1      | 3–1      |

Mivel mindkét csapat nyert egy mérkőzést, egy harmadik döntő mérkőzést játszottak.
Újrajátszás:
| 1. csapat | Eredmény | 2. csapat |
| --------- | -------- | --------- |
| Juventus  | 0–1      | Torino    |

#### Második forduló
| 1. csapat    | Eredmény | 2. csapat | 1. mérk. | 2. mérk. |
| ------------ | -------- | --------- | -------- | -------- |
| Pro Vercelli | 3–1      | Torino    | 2–1      | 1–0      |

### Liguria
| 1. csapat    | Eredmény | 2. csapat | 1. mérk. | 2. mérk. |
| ------------ | -------- | --------- | -------- | -------- |
| Andrea Doria | 4–4      | Genoa     | 1–1      | 3–3      |

Újrajátszás:
| 1. csapat    | Eredmény | 2. csapat |
| ------------ | -------- | --------- |
| Andrea Doria | 1–2      | Genoa     |

### Lombardia

#### A selejtező végeredménye
|    | Csapat         | M | Gy | D | V | Rg–Kg | Gk | P |
| -- | -------------- | - | -- | - | - | ----- | -- | - |
| 1. | US Milanese    | 2 | 2  | 0 | 0 | 5–1   | +4 | 4 |
| 2. | Milan          | 2 | 1  | 0 | 1 | 3–4   | -1 | 2 |
| 3. | Internazionale | 2 | 0  | 0 | 2 | 2–5   | -3 | 0 |

#### Eredmények
| 1. csapat      | Eredmény | 2. csapat      |
| -------------- | -------- | -------------- |
| Milan          | 3–2      | Internazionale |
| US Milanese    | 3–1      | Milan          |
| Internazionale | 0–2      | US Milanese    |

### Veneto
Az Venezia volt az egyetlen regisztrált csapat ebből a régióból így automatikusan továbbjutott.

## Elődöntő

### Lombardia - Veneto
| 1. csapat | Eredmény | 2. csapat   | 1. mérk. | 2. mérk. |
| --------- | -------- | ----------- | -------- | -------- |
| Venezia   | 3–18     | US Milanese | 1–7      | 2–11     |

### Piemont - Liguria
| 1. csapat    | Eredmény | 2. csapat | 1. mérk. | 2. mérk. |
| ------------ | -------- | --------- | -------- | -------- |
| Pro Vercelli | 4–3      | Genoa     | 3–2      | 1–1      |

## Döntő
| 1. csapat    | Eredmény | 2. csapat   | 1. mérk. | 2. mérk. |
| ------------ | -------- | ----------- | -------- | -------- |
| Pro Vercelli | 4–2      | US Milanese | 2–0      | 2–2      |

| Az 1909-es olasz labdarúgó-bajnokság győztese: |
| ---------------------------------------------- |
| Pro Vercelli 2. cím                            |